# خوانیو (بازیکن فوتبال، زاده ۱۹۸۵)
خوانیو (انگلیسی: Juanjo؛ زادهٔ ۲۸ اکتبر ۱۹۸۵) بازیکن فوتبال اهل اسپانیا است.
از باشگاه‌هایی که در آن بازی کرده‌است می‌توان به باشگاه فوتبال دپورتیوو آلاوس، باشگاه فوتبال راسینگ سانتاندر، باشگاه فوتبال نومانسیا، باشگاه فوتبال کوردوبا، باشگاه فوتبال پومفرادینا، باشگاه ورزشی تنریف، و باشگاه فوتبال سویا اشاره کرد.